# Maria Josepha von Savoyen

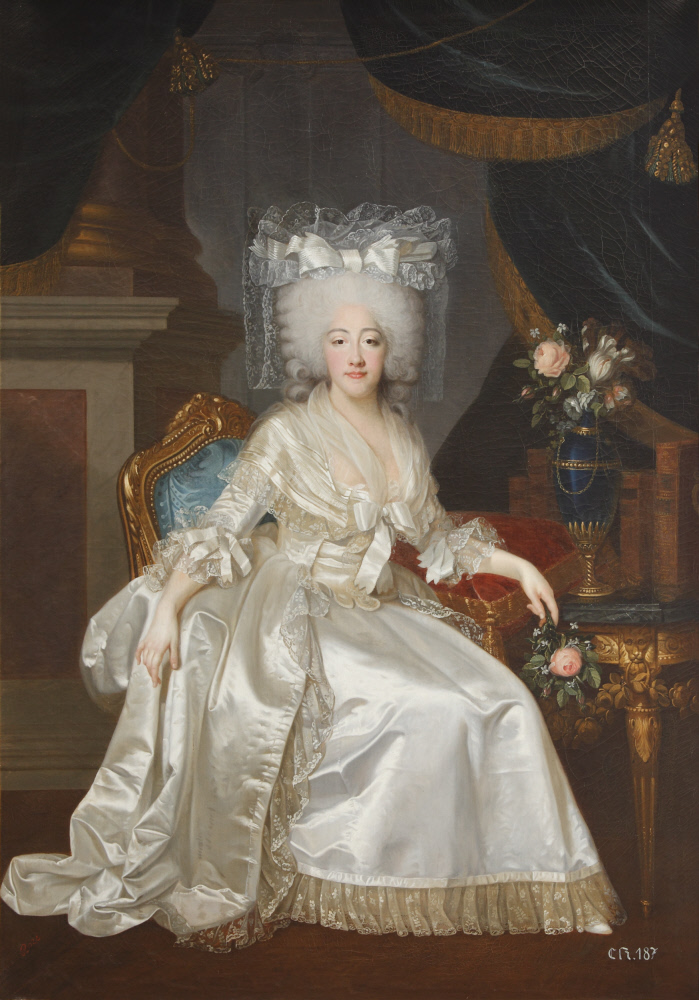
Luise Maria Josepha von Savoyen,
von Alexander Kucharski

Luise Maria Josepha von Savoyen oder Maria Giuseppina Luigia, frz. Marie Joséphine Louise de Savoie (* 2. September 1753 in Turin, Italien; † 13. November 1810 im Hartwell House in Aylesbury bei Oxford), war durch Heirat Gräfin von Provence.

## Leben

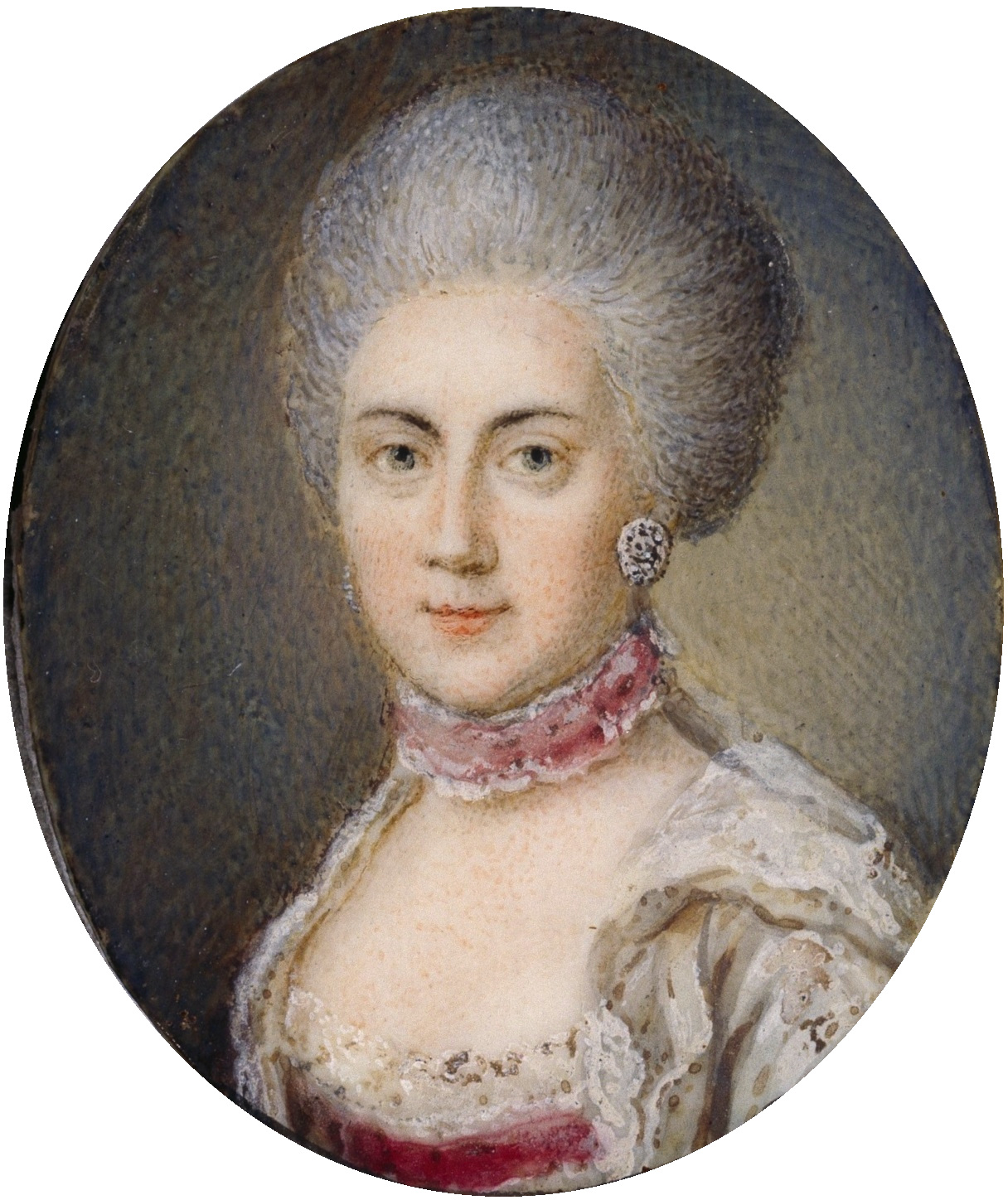
Prinzessin Maria Josepha von Savoyen

Maria Josepha war die zweite Tochter von Viktor Amadeus III. und dessen Gemahlin Maria Antonia von Spanien. Ihr Vater wurde 1773 König von Sardinien-Piemont und Herzog von Savoyen.
Am 14. Mai 1771 heiratete sie einen Enkel Ludwigs XV., Graf Stanislas Xavier von Provence, der später König Ludwig XVIII. von Frankreich wurde. Er war der Bruder der späteren Könige Ludwig XVI. und Karl X. Durch die Heirat wurde Maria Josepha Gräfin von Provence. Nach der Thronbesteigung Ludwigs XVI. führte sie den Titel „Madame“. Maria Josepha floh nach dem Ausbruch der französischen Revolution mit ihrem Gemahl in der Nacht vom 20. auf den 21. Juni 1791 aus Frankreich. In derselben Nacht unternahm Ludwig XVI. mit seiner Familie den missglückten Fluchtversuch, der in Varennes endete. Das Paar fand zunächst Aufnahme in Brüssel, dann in Koblenz. Dort hatte auch Karl Philipp, Graf von Artois, Zuflucht gefunden. Der spätere Karl X. war der zweite Bruder Ludwigs XVI. sowie der Ehemann von Maria Josephas jüngerer Schwester Maria Theresa. Das Exil zwang den Grafen von Provence, unter verschiedenen Decknamen und ständiger Furcht vor Attentaten ein unstetes Leben zu führen, das ihn über Verona, Blankenburg, Mitau im Kurland und Schweden nach England führte, wo er zunächst in Wanstead, später in Gosfield bei London und schließlich in Schloss Hartwell (Hartwell House) in Aylesbury bei Oxford residierte.
Dort starb Maria Josepha am 13. November 1810 in ihrem 58. Lebensjahr. Ihre Ehe mit dem späteren Ludwig XVIII. war kinderlos geblieben.
Maria Josepha wird nicht unter den Königinnen von Frankreich aufgeführt, da sie vier Jahre vor der Thronbesteigung ihres Gatten starb.